# Canadian Open 1971
Die Canada Open 1971 im Badminton fanden vom 2. bis zum 4. April 1971 in Montreal statt.

## Titelträger
| Disziplin    | Sieger                    |
| ------------ | ------------------------- |
| Herreneinzel | Rudy Hartono              |
| Dameneinzel  | Hiroe Yuki                |
| Herrendoppel | Ng Boon Bee Punch Gunalan |
| Damendoppel  | Noriko Takagi Hiroe Yuki  |
| Mixed        | Ng Boon Bee Sylvia Ng     |

## Finalresultate
| Disziplin    | Sieger                    | Finalist                                        | Ergebnis    |
| ------------ | ------------------------- | ----------------------------------------------- | ----------- |
| Herreneinzel | Rudy Hartono              | Ippei Kojima                                    | 15–2, 15–7  |
| Dameneinzel  | Hiroe Yuki                | Noriko Takagi                                   | 12–9, 11–0  |
| Herrendoppel | Ng Boon Bee Punch Gunalan | Channarong Ratanaseangsuang Raphi Kanchanaraphi | 15–0, 15–11 |
| Damendoppel  | Hiroe Yuki Noriko Takagi  | Etsuko Takenaka Machiko Aizawa                  | Walkover    |
| Mixed        | Ng Boon Bee Sylvia Ng     | Rolf Paterson Mimi Nilsson                      | 15–11, 15–4 |